# نزلة عرب جهينة
نزلة عرب جهينة إحدى قرى مركز شبين القناطر التابع لمحافظة القليوبية بجمهورية مصر العربية.

## السكان
بلغ عدد سكان نزلة عرب جهينة 13,526 نسمة، حسب الإحصاء الرسمي لعام 2006.